# Michał Strąk
Michał Stanisław Strąk (ur. 14 listopada 1944 w Korytnicy) – polski polityk ruchu ludowego, politolog, poseł na Sejm II kadencji. minister-szef Urzędu Rady Ministrów w latach 1993–1995.

## Życiorys
W 1967 ukończył studia na Wydziale Filologii Polskiej na Uniwersytecie Warszawskim. W 1980 uzyskał stopień doktora nauk politycznych na Wydziale Dziennikarstwa i Nauk Politycznych Uniwersytetu Warszawskiego.
Po ukończeniu studiów pracował jako dziennikarz Agencji Wydawniczej RUCH, a następnie jako redaktor Polskiej Federacji DKF. Od 1969 był etatowym pracownikiem Naczelnego Komitetu Zjednoczonego Stronnictwa Ludowego, gdzie pełnił funkcję kierownika działu. W latach 1974–1989 sprawował funkcję zastępcy dyrektora Instytutu Kultury. Od 1989 do 1991 kierował gabinetem ministra stanu w Kancelarii Prezydenta. Przez kolejne dwa lata pracował w Kancelarii Sejmu jako doradca Klubu Parlamentarnego Polskiego Stronnictwa Ludowego.
Od 1971 należał do ZSL, w 1990 wstąpił do PSL: pełnił funkcje członka Rady Naczelnej i zastępcy sekretarza Naczelnego Komitetu Wykonawczego. W latach 1993–1997 był posłem na Sejm II kadencji. W rządzie Waldemara Pawlaka (1993–1995) pełnił funkcję ministra-szefa Urzędu Rady Ministrów. Od 1997 kilkakrotnie bez powodzenia kandydował do parlamentu oraz do sejmiku mazowieckiego.
Od kwietnia 1995 do kwietnia 2001 zasiadał w KRRiT. W październiku 2003 został dyrektorem Biblioteki Publicznej m.st. Warszawy, podległej kierowanemu przez Adama Struzika zarządowi województwa mazowieckiego. W 2012 został doradcą ministra pracy i polityki społecznej Władysława Kosiniaka-Kamysza.
Autor książek i tekstów na temat społecznych problemów wsi i ekonomiki kultury. W 2010 został uhonorowany tytułem „Zasłużony Dla Powiatu Węgrowskiego”.

## Wybrane publikacje
- O polityce kulturalnej (1977)
- Bronię drugiego układu (1983)
- Kultura (1984)
- Kultura, polityka, gospodarka (1988)[4]
- Ku nowej polityce kulturalnej (1989)
- Miałem rację: kulisy wygranej, przyczyny klęski (2005)[5]
- I jak tu Polską rządzić? (2019)[6]